# Peter van Huffel
Peter van Huffel (* 6. September 1978) ist ein kanadischer Jazz-Saxophonist, -Klarinettist und Komponist. Er lebt in Berlin.

## Leben und Wirken
Van Huffel wuchs in Kingston (Ontario) auf. Als Zwölfjähriger lernte er zunächst Klarinette, stieg aber mit 13 Jahren auf das Altsaxophon um. Seine Karriere begann in Toronto. Von 2002 bis 2008 lebte er in New York City. In der Zeit machte er sich einen Namen in der dortigen Jazzszene. Er ist Absolvent der Manhattan School of Music. 2008 zog er nach Berlin.
Das Saxophonspiel von van Huffel gilt als besonders intensiv und kraftvoll, was insbesondere in den Aufnahmen seines Punk-Jazz-Trios Gorilla Mask deutlich wird. Er kooperierte u. a. mit seiner damaligen Frau, der belgischen Vokalistin Sophie Tassignon, dem kanadisch-ukrainischen Gitarristen Alex Maksymiw, Andreas Willers sowie Oliver Steidle. Er spielte auch mit Chris Potter, Donny McCaslin, Dave Binney, Tony Malaby und Julie Sassoon.

## Diskografische Hinweise
- Peter van Huffel Quintet Silvester Battlefield (Fresh Sound New Talent, 2007)
- Peter van Huffel/Sophie Tassignon Hufflignon (Clean Feed, 2008)
- Peter van Huffel Quartet Like the Rusted Key (Fresh Sound New Talent, 2010)
- Peter van Huffel/Michael Bates/Jeff Davis Boom Crane (Fresh Sound New Talent, 2014)
- Peter van Huffel’s Gorilla Mask Bite My Blues (Clean Feed, 2014)
- Peter van Huffel/Andreas Willers/Oliver Steidle The Scrambling Ex (FMR Records, 2015)
- Gorilla Mask Iron Lung (Clean Feed, 2017)
- Gorilla Mask Brain Drain (Clean Feed, 2019)
- Gorilla Mask Mind Raid (Clean Feed, 2022)